# Stadio di Antonino Pio
Lo stadio di Antonino Pio di Pozzuoli, portato alla luce nel 2008, può essere considerato di particolare importanza per la rarità di questa tipologia di edificio nell'impero romano d'occidente, fatta eccezione per lo stadio di Domiziano, oggi piazza Navona. Resti di stadi antichi si trovano tra la Grecia e l'Asia minore.

## Storia
Fu fatto realizzare dall'imperatore Antonino Pio, in onore dello spirito filellenico del suo predecessore Adriano nei pressi di una delle ville di Cicerone, dove l'imperatore Adriano, morto a Baia, era stato sepolto in un primo momento a causa dell'opposizione, da parte del Senato, alla sua sepoltura a Roma, ottenuta circa un anno dopo. Nello stadio organizzò giochi "alla greca", detti Eusebeia, divisi in due sezioni; la prima, dedicata all'agone ginnico, la seconda, a quello musicale. La frequentazione dello stadio si è protratta almeno fino agli inizi del IV secolo d.C., quando fu abbandonato a seguito degli editti di Teodosio.Intorno a questo periodo una forte alluvione sommerse completamente gran parte di esso, sollevando il piano di calpestio, dove fu realizzata una villa tardo - antica che intorno al V secolo diventò parte di un ampio insediamento rurale. La zona fu interamente sepolta a seguito dell'eruzione del Monte Nuovo del 1538, ad eccezione delle parti più alte della cavea e dell'ambulacro che furono inglobate, agli inizi del XIX secolo, in una masseria. Lo stadio è stato riportato alla luce nell'ottobre 2008 attraverso una serie di campagne di scavo finanziate dalla Regione Campania con 5 milioni di fondi europei.

## Struttura
Lo stadio ha la tradizionale pianta rettangolare con uno dei lati brevi curvo e l'altro, riservato alla partenza degli atleti, leggermente curvilineo. Su questo lato si apre un varco monumentale, che introduceva gli atleti direttamente alla pista, mentre l'accesso agli spettatori era consentito dal fronte settentrionale. Essi potevano così accedere alla cavea, divisa in tre settori: la parte più bassa, l'ima cavea, riservata ai personaggi più importanti, la media, riservata al ceto equestre e la summa, la parte più alta, riservata al popolo.
Oggi il monumento appare smembrato in seguito alla realizzazione della moderna via Domiziana nel 1932, che l'ha tagliato nel senso della lunghezza, compromettendone l'originaria unità.

### Il varco monumentale
Esso è costituito da una doppia cortina di archi in piperno, originariamente rivestiti d'intonaco chiaro e coperti da una volta in muratura, che fungeva da elemento di raccordo tra le due cortine. Durante gli scavi, di questi archi, sono stati ritrovati integri solo i pilastri, mentre i conci erano crollati; dopo aver ricostruito graficamente la posizione dei differenti conci, essi sono stati ricollocati al loro posto utilizzando una struttura in acciaio e tubolari.

### La pista
La pista è il luogo destinato allo svolgimento dei vari tipi di gara. Come in altre strutture sportive, anche in questo stadio la pista è realizzata in semplice terra battuta, facile da sistemare dopo le gare. Durante gli scavi sono state individuate almeno tre fasi di rifacimento della pista.

### La cavea
La cavea corrisponde all'insieme di gradinate dalle quali il pubblico poteva assistere ai vari tipi di gare. L'ima cavea era separata dalla pista mediante un alto muro (balteus), sul quale, originariamente, correva una balaustra in marmo. Come è possibile vedere in situ, si conservano due file di sedili in piperno, relativi all'ima cavea, collegati a due serie di scalette laterali; la media cavea, invece, è stata rinvenuta completamente in crollo e priva delle gradinate. Della parte più alta della cavea, infine, sempre rimasta a vista nel tempo, si conserva la struttura in muratura, sulla quale poggiavano in origine le gradinate. Questa struttura, a differenza dei due settori precedenti, è sorretta da un lungo corridoio percorribile (ambulacro), dal quale il pubblico poteva accedere, mediante appositi vani scala, aperti sulla parete meridionale dell'ambulacro (vomitoria), all'ima e alla media cavea. Per quanto riguarda l'accesso alla summa cavea, invece, avveniva probabilmente da scale diverse.

### Gli ingressi settentrionali
Sul lato lungo settentrionale del monumento si aprivano vari ingressi, raggiungibili dal pubblico mediante l'antica via Domitiana, ripercorsa in parte dall'attuale via Luciano. A seguito delle campagne di scavo si è portato alla luce il primo di questi ingressi. Questo corrisponde ad un avancorpo a pianta rettangolare collegato direttamente all'ambulacro di passaggio per la cavea. Gli spazi compresi tra gli avancorpi dovevano, invece, essere aperti e sistemati a verde.

### L'ambulacro
Era un corridoio voltato esteso quanto i due lati lunghi dello stadio, svolgeva due funzioni: quella di reggere le gradinate soprastanti della summa cavea e quella di filtrare gli spettatori verso i posti a sedere. Tutte le pareti dell'ambulacro erano in origine rivestite d'intonaco: rosso per lo zoccolo inferiore, come il pavimento in cocciopesto (mattoni appositamente frantumati e mescolati a calce), ocra per l'elevato e per le volte di copertura; sono stati rinvenuti, inoltre, frammenti d'intonaco decorato e con parti d'iscrizioni dipinte. Durante lo scavo dell'ambulacro, smontando una cisterna moderna che aveva tagliato il pavimento antico, è stato individuato un pavimento precedente, anch'esso in cocciopesto, ma molto sottile e poco resistente. La parete settentrionale dell'ambulacro, conservata quasi integralmente, è in opus lateritium e costituita da una serie di alti archi. Da questa parete sporgono differenti mensoloni, caratterizzati dalla presenza di un foro di forma rettangolare, nel quale venivano inseriti e bloccati i pali a cui venivano legati i teli del velario, utilizzati per riparare gli spettatori dal sole o dalla pioggia.